# Guido Mandracci
Guido Mandracci (Sanremo, 22 ottobre 1942 – Limone Piemonte, 5 gennaio 2000) è stato un pilota motociclistico italiano.

## Carriera
Esordisce nelle corse a sedici anni, disputando gare di regolarità e gimcane. Nella seconda metà degli anni sessanta partecipa al Campionato Italiano della Montagna, con una Bultaco 125, vincendo la Cernobbio-Bisbino, la Castelnuovo-Albugnano e, per due volte, la Sassi-Superga.
Nel Campionato Italiano Juniores del 1969 ottiene il terzo posto in classe 125, vincendo le gare di Monza e Sanremo, in sella ad una Aermacchi Aletta d'Oro. In quell'anno, segnalato da Vittorio Brambilla, fu anche tra i piloti convocati dalla Moto Guzzi per le sessioni di prove finalizzate al conseguimento del record mondiale di velocità con la "V7 Sport prototipo".
Nel 1970 passa nella categoria "Seniores", ottenendo il secondo posto nel Campionato Italiano della 350 con una Yamaha, dietro a Giacomo Agostini. L'anno successivo il ligure fece il suo esordio nel Motomondiale, utilizzando le Yamaha dismesse da Kel Carruthers, ottenendo i suoi primi punti iridati al GP d'Austria della 250, e conquistando il titolo italiano della quarto di litro. Con una Suzuki 500 sostenuta dalla SAIAD (importatore italiano della Casa nipponica) fu secondo al GP d'Austria 1972.
Nel triennio 1970-1972 Mandracci corre anche come pilota ufficiale Guzzi nelle gare di Endurance e alla 200 miglia di Imola: al Bol d'Or '71 fu terzo (in coppia con Brambilla) dopo aver guidato per lungo tempo la gara, mentre l'anno dopo fu quarto (con Raimondo Riva come compagno). Nella 200 miglia di Imola '72 fu invece undicesimo.
Per la stagione '73 Mandracci fu ingaggiato, insieme all'australiano Jack Findlay, dal Suzuki Europa Racing Team, sostenuto dall'importatore italiano Suzuki, correndo in 500 e in Formula 750, ma senza abbandonare le gare di Endurance (prenderà infatti parte ad alcune prove nel 1973 e nel 1975). Tra le vittorie si segnala quella alla 1000 miglia di Imola '73 (gara disputata su due giorni in due manche da 500 miglia) in coppia con Findlay. Nello stesso anno fu il primo pilota italiano a concorrere nella 200 miglia di Daytona, dove fu costretto a ritirarsi per un guasto all'accensione della sua Suzuki 750, quando si trovava in 4ª posizione.
Nel 1975 Mandracci passò al neonato Vitaloni Racing Team, per il quale corse con delle Yamaha 350 e 500 da lui stesso preparate.
Ritiratosi dalle corse, si dedicò ai kart (con i quali aveva corso anche in gioventù), fondando un team e promuovendo la costruzione di una pista per kart ad Arma di Taggia, aperta nel 1993.
È morto nel 2000, stroncato da un infarto mentre si trovava in vacanza a Limone Piemonte.

## Risultati nel motomondiale

### Classe 250
| 1971 | Classe | Moto   |   |   |  |    |   |   |   |   |   |   |   |   |  | Punti | Pos. |
| ---- | ------ | ------ | - | - |  | -- | - | - | - | - | - | - | - | - |  | ----- | ---- |
| 1971 | 250    | Yamaha | 7 | - |  | 10 | - | - | - | - | - | - | - | - |  | 5     | 35º  |

| 1972 | Classe | Moto   |   |   |   |   |  |   |   |    |   |   |   |   |   | Punti | Pos. |
| ---- | ------ | ------ | - | - | - | - |  | - | - | -- | - | - | - | - | - | ----- | ---- |
| 1972 | 250    | Yamaha | - | - | - | - |  | - | 5 | 13 | - | - | - | - | - | 6     | 21º  |

| Legenda | 1º posto        | 2º posto            | 3º posto            | A punti      | Senza punti        | Grassetto – Pole position Corsivo – Giro più veloce |
| Legenda | Gara non valida | Non qual./Non part. | Ritirato/Non class. | Squalificato | '-' Dato non disp. | Grassetto – Pole position Corsivo – Giro più veloce |

### Classe 350
| 1975 | Classe | Moto   |   |   |   |   |   |  |   |    |    |   |   |   |  | Punti | Pos. |
| ---- | ------ | ------ | - | - | - | - | - |  | - | -- | -- | - | - | - |  | ----- | ---- |
| 1975 | 350    | Yamaha | - | - | - | - | 9 |  | - | NE | NE | - | - | - |  | 2     | 43º  |

| Legenda | 1º posto        | 2º posto            | 3º posto            | A punti      | Senza punti        | Grassetto – Pole position Corsivo – Giro più veloce |
| Legenda | Gara non valida | Non qual./Non part. | Ritirato/Non class. | Squalificato | '-' Dato non disp. | Grassetto – Pole position Corsivo – Giro più veloce |

### Classe 500
| 1972 | Classe | Moto   |  |   |   |     |  |   |    |     |  |  |  |  |  | Punti | Pos. |
| ---- | ------ | ------ |  | - | - | --- |  | - | -- | --- |  |  |  |  |  | ----- | ---- |
| 1972 | 500    | Suzuki |  | 8 | 2 | Rit |  | 4 | 10 | Rit |  |  |  |  |  | 24    | 11º  |

| 1973 | Classe | Moto   |   |   |     |    |  |  |  |  |     |     |     |     |  | Punti | Pos. |
| ---- | ------ | ------ | - | - | --- | -- |  |  |  |  | --- | --- | --- | --- |  | ----- | ---- |
| 1973 | 500    | Suzuki | 6 | 4 | Rit | AN |  |  |  |  | Rit | Rit | Rit | Rit |  | 13    | 14º  |

| 1974 | Classe | Moto   |  |  |  |     |  |    |  |    |     |  |    |    |  | Punti | Pos. |
| ---- | ------ | ------ |  |  |  | --- |  | -- |  | -- | --- |  | -- | -- |  | ----- | ---- |
| 1974 | 500    | Suzuki |  |  |  | Rit |  | 18 |  | 13 | Rit |  | NE | NE |  | 0     |      |

| 1975 | Classe | Moto   |     |    |  |  |     |  |  |  |  |  |  |    |  | Punti | Pos. |
| ---- | ------ | ------ | --- | -- |  |  | --- |  |  |  |  |  |  | -- |  | ----- | ---- |
| 1975 | 500    | Yamaha | Rit | NE |  |  | Rit |  |  |  |  |  |  | NE |  | 0     |      |

| Legenda | 1º posto        | 2º posto            | 3º posto            | A punti      | Senza punti        | Grassetto – Pole position Corsivo – Giro più veloce |
| Legenda | Gara non valida | Non qual./Non part. | Ritirato/Non class. | Squalificato | '-' Dato non disp. | Grassetto – Pole position Corsivo – Giro più veloce |